# Microsoft Office Document Imaging
Microsoft Office Document Imaging od firmy Microsoft je součástí kancelářského balíku Microsoft Office podskupiny Nástroje sady Microsoft Office. Jde o program sloužící pro menší úpravy scanovaných dokumentů (přidání či odebrání stránky, přesunutí stránek). Umožňuje optické rozpoznávání znaků (OCR). Spolupracuje se soubory ve formátech TIFF nebo MDI, které podporují i vícestránkový zdroj v jednom dokumentu.
Umožňuje rovnou scanovat dokument aplikací Microsoft Office Document Scanning.